# Малхасси
Малхасси (англ. Mulhussey; ирл. Maol Hosae) — деревня в Ирландии, находится в графстве Мит (провинция Ленстер). Первые поселения на мести деревни относя к XIII веку. В настоящее время в деревне имеется церковь и школа. 
Население — ~300 человек (по переписи 2006 года).